# Guardians of Middle-earth
Стражи Средиземья — проект в жанре MOBA, созданный во вселенной Властелина Колец. Была разработана компанией Monolith Productions и издана Warner Bros. Interactive Entertainment

## Геймплей
Действие игры происходит в Средиземье, и будет тесно переплетаться с трилогией Властелина колец.
Игроков ждут многопользовательские PvP-сражения на аренах, в которых одновременно может принимать участие 10 человек, по пять в каждой команде.
Guardians of Middle Earth следует основным традициям жанра MOBA игры. До десяти игроков соревнуются друг с другом, чтобы уничтожить базу противника. Каждая команда начинает игру в противоположных сторонах карты. Три пути, или «полосы», приводят к вражеской базе, каждая с серией оборонительных башен вдоль пути. На каждой базе, в определённые промежутки времени, появляются солдаты, которые направляются к вражеской базе.
Игроки берут на себя роль одного из двадцати персонажей, каждый со своим набором способностей и ролей. Игроки выбирают свою полосу для продвижения, уничтожая солдат, других игроков, башни и в конечном итоге саму базу противника.
После каждого боя, игроки получают опыт и золото. С уровнями становятся доступны новые способности и товары для покупки, которые увеличивают характеристики и способности персонажей.

## Разработка
Стражи Средиземья была выпущена для PlayStation 3 и Xbox 360 консолей на 4 декабря 2012 через PlayStation Network и Xbox Live Arcade соответственно.

## Приём
| Сводный рейтинг       | Сводный рейтинг            |
| Агрегатор             | Оценка                     |
| --------------------- | -------------------------- |
| GameRankings          | PS3: 75,00 % X360: 71,53 % |
| Иноязычные издания    |                            |
| Издание               | Оценка                     |
| GameSpot              | 7,0/10                     |
| IGN                   | 7,5/10                     |
| Русскоязычные издания |                            |
| Издание               | Оценка                     |
| Riot Pixels           | 60/100                     |

Летом 2018 года, благодаря уязвимости в защите Steam Web API, стало известно, что точное количество пользователей сервиса Steam, которые играли в игру хотя бы один раз, составляет 205 359 человек.